# ゆかな*はるな canary*lunar Market
ゆかな＊はるな canary*lunar Market（ゆかな・はるな カナルナマーケット）は、音泉・BEWEで配信されていたオリジナルインターネットラジオ番組。

## 概要
- 2006年10月2日から同関連のサポーターズクラブがBEWEで開始。
- 店長は放送開始してしばらくは、番組冒頭のゲーム等で二人が対決しその勝者が店長、敗者が主任を務める形式だったが、中途より1回交代の当番制でゆかなと春菜が交互に務める形式に変わった。そしてその店長・主任コンビで敷地が東京ドーム35個分の「カナルナ・マーケット」というお店を切り盛りするという体裁となった。2006年10月5日にグランドオープン（本番組開始）し、様々なテナント（=コーナー）を用意してお客様（リスナー）の来場を待つという趣旨。

### パーソナリティ
- ゆかな＊はるな
  - ゆかな
  - 池澤春菜
- 以前のユニット名表記は『ユカナ＊ハルナ』で、今回の「カナルナマーケット」開始を機に改めた。

### ディレクター
- 筒井武

### 配信曜日など
- 放送：プレ放送:同年9月28日→本放送:2006年10月5日～2008年3月20日
- 配信：隔週木曜日（音泉・BEWE）
- スポンサー：BEWE、COSPA

## コーナー
お客様の声
普通のお便りを紹介するコーナー。日々の生活で気づいたことや街で見つけた新商品情報、番組への要望、感想・意見を寄せる。リスナーの提案次第では新コーナーが出来るらしい。
迷子のお知らせ
子供から著名人まであなたが探している方の特徴を面白く明記して送るコーナー。
商品開発部
カナルナ・マーケットでリスナーから「こんな商品があったら」という声を元に自社ブランドの新製品を開発していくコーナー。
マケチカ!
デパチカならぬマーケットの地下にある食品コーナー、略して「マケチカ」。マケチカで紹介して欲しい食品があればパンフレットや紹介されているHPアドレスなどを教えるコーナー。ただし、商品自体を送ることは収録の都合上困るため、できるだけさけてほしいとのこと。
BEWEフロア
BEWEコーナーがマーケットの中で一二を争うフロア面積を誇っているという設定で、BEWEで扱っているオリジナルグッズの情報や最新ニュースやトピックスを紹介するコーナー。BEWEショップの店員（=スタッフ、シャイン）が登場する場合もあり。最近では始めにBEWEスタッフの久保田チーフに対するイジリが恒例になっている(今年の年末年始の行われた、ゆかなと池澤春菜の誕生会のレポートを8月下旬現在までアップしていないこと。また、今年の4月22日にゆかなのライブが行われたが、同日の｢うたわれるものらじお&Radio ToHeart2合同公開録音｣のディレクターとして会場であるディファ有明の舞台に上がった事、そのためライブに来ていない事がリスナーからのチクリメールで判明。誕生会のアップがまだなことに加えて、相当なイジリ方をされている。)。

## ゲスト
2006年
- ＃2 （10月19日） 小泉豊〔「N・H・Kにようこそ!」／「BEWEフロア」のコーナーから登場〕

2007年
- ＃9,30 （1月25日,11月15日） 石田燿子
- ＃23 （8月9日） 倉田雅世
- ＃27 （10月4日） 五條真由美
- ＃28 （10月18日） 佐藤ひろ美